# Sacra Famiglia con san Giovannino (Murillo)
La  Sacra Famiglia con san Giovannino è un dipinto del pittore spagnolo Bartolomé Esteban Murillo realizzato circa nel 1668-1670 e conservato nel Museo di belle arti di Budapest in Ungheria.

## Descrizione

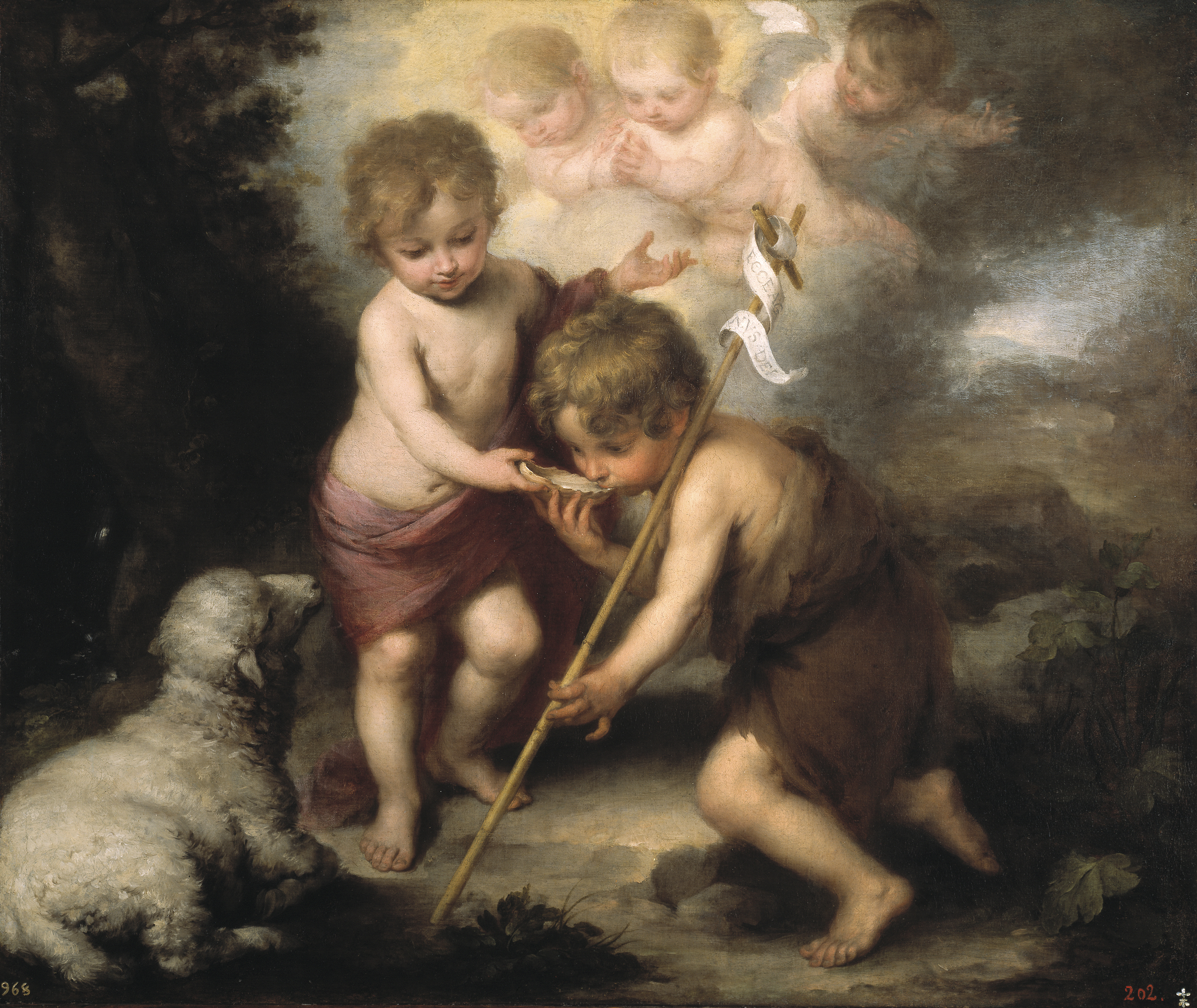
I Bambini della conchiglia

La scena è ambientata nel cortile della casa di Nazaret della Sacra Famiglia. Maria è impegnata al lavoro di cucire ma osserva il Bambino Gesù e Giovannino i quali hanno in mano la croce. San Giuseppe, con degli attrezzi, sta eseguendo dei lavori di falegname.
Da notare che i due Bambini con la croce è quasi simile al dipinto, sempre del Murillo, ai Bambini della conchiglia.